# Småbåtshamn

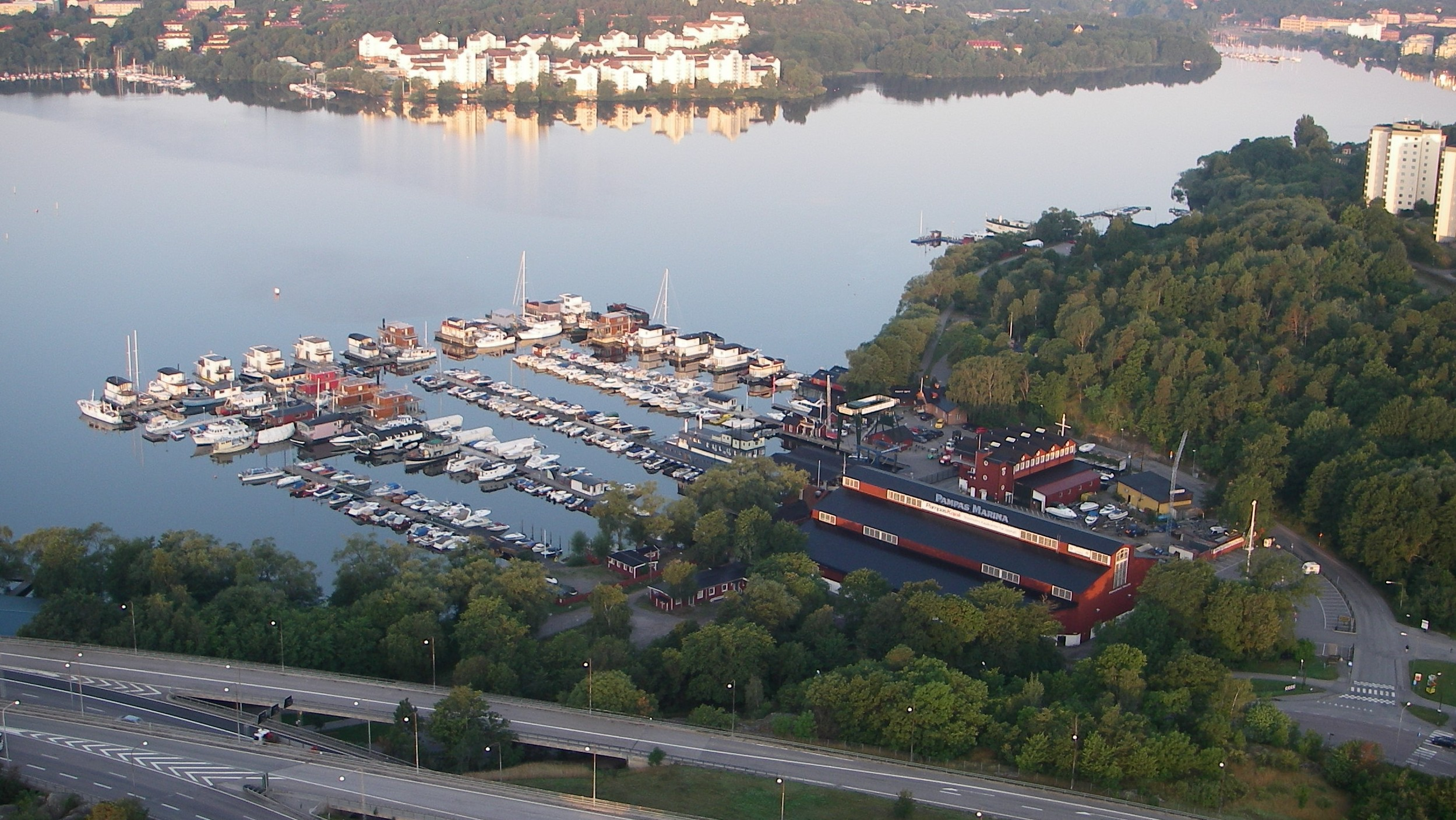
Pampas Marina i Solna kommun

En småbåtshamn är en hamnanläggning för flera mindre fritidsbåtar. En del småbåtshamnar är också marinor med (utbyggd) service för båtar. En småbåtshamn kan också fungera som – eller innefatta – en gästhamn.
En marina är en välutrustad småbåtshamn.

På 1800-talet delade fritidsbåtar hamn med handels- och fiskefartyg; först på 1900-talet när segling blev ett populärt fritidsnöje skapades speciella hamnar för dessa båtar.
Småbåtshamnar har ofta parkeringsplatser för fordon och båtsläp, slip, och kran för att lyfta tyngre båtar ur vattnet, och uppläggningsplats för vinterförvaring. En välutrustad gästhamn har toaletter och möjlighet att tvätta kläder, parkeringsplatser för fordon och båtsläp. Det kan även finnas skeppshandel, mindre butiker och restaurang.
Om en brygga har plats för tio båtar är den i Sverige en bygglovspliktig småbåtshamn.

## Bildgalleri

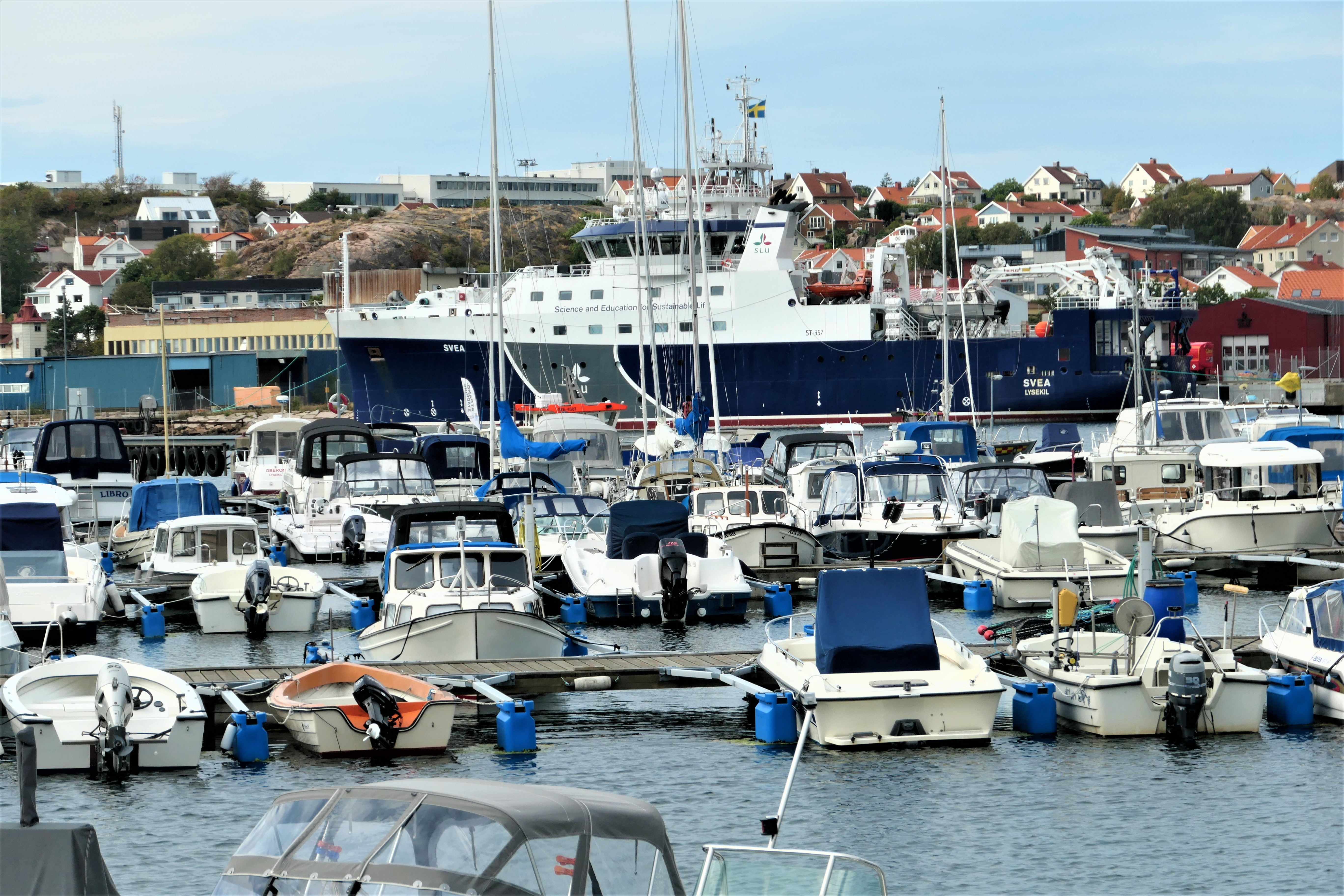
Småbåtshamnen Kolholmarna–Grötö i Lysekil, med forskningsfartyget R/V Svea i bakgrunden.
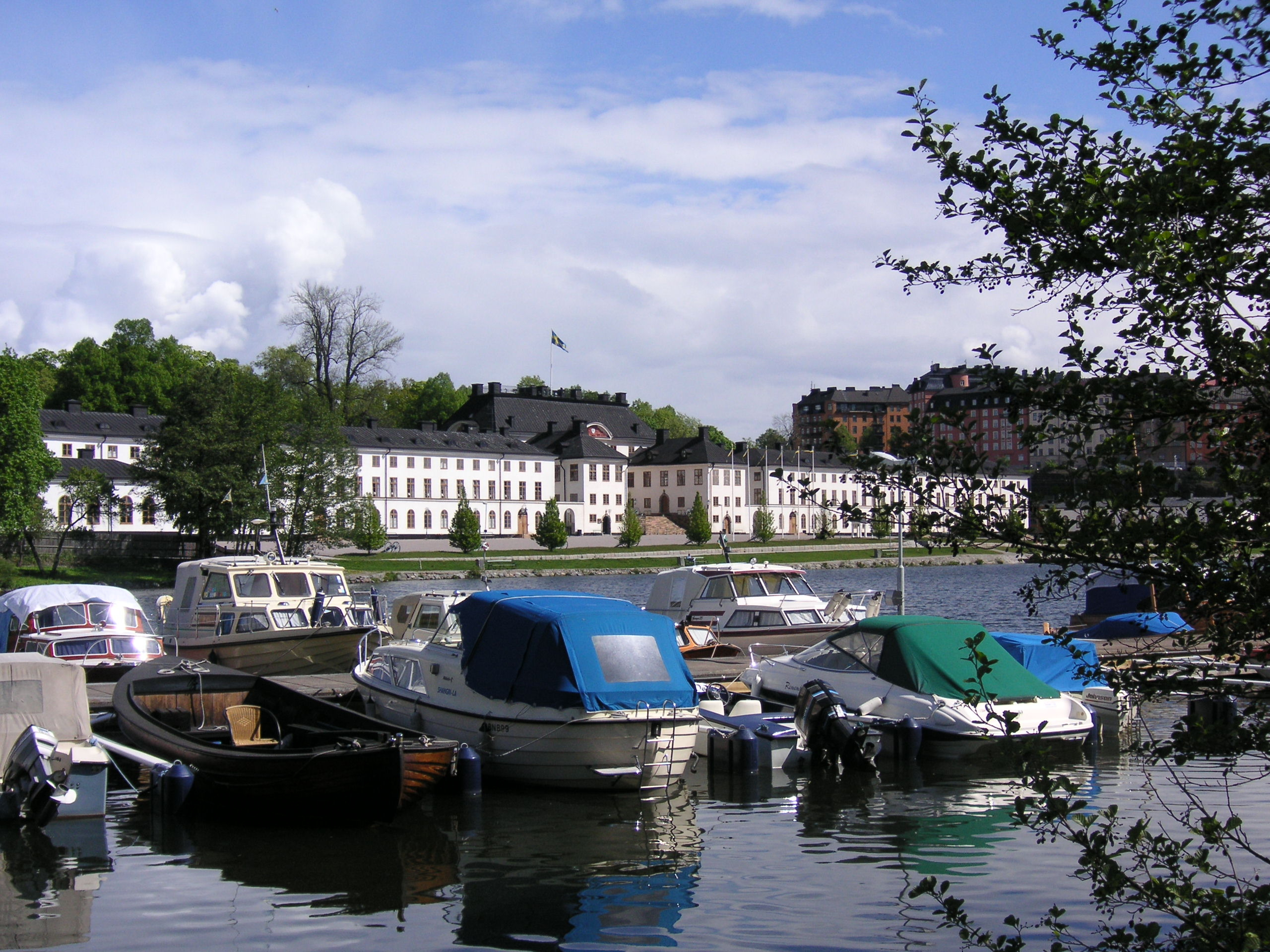
Västermalms båtklubb i Stockholm i Karlbergssjön.
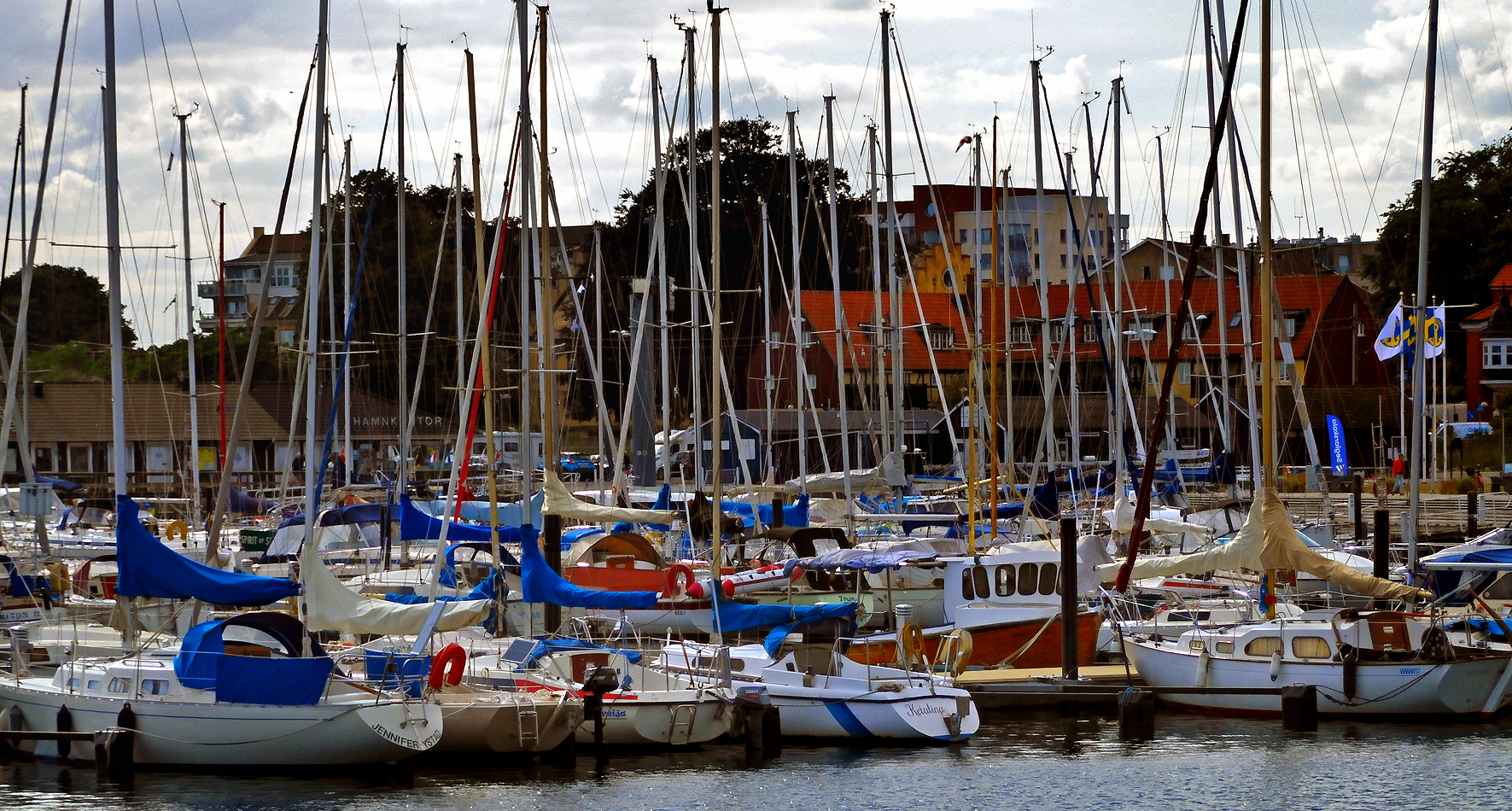
Ystads småbåtshamn.
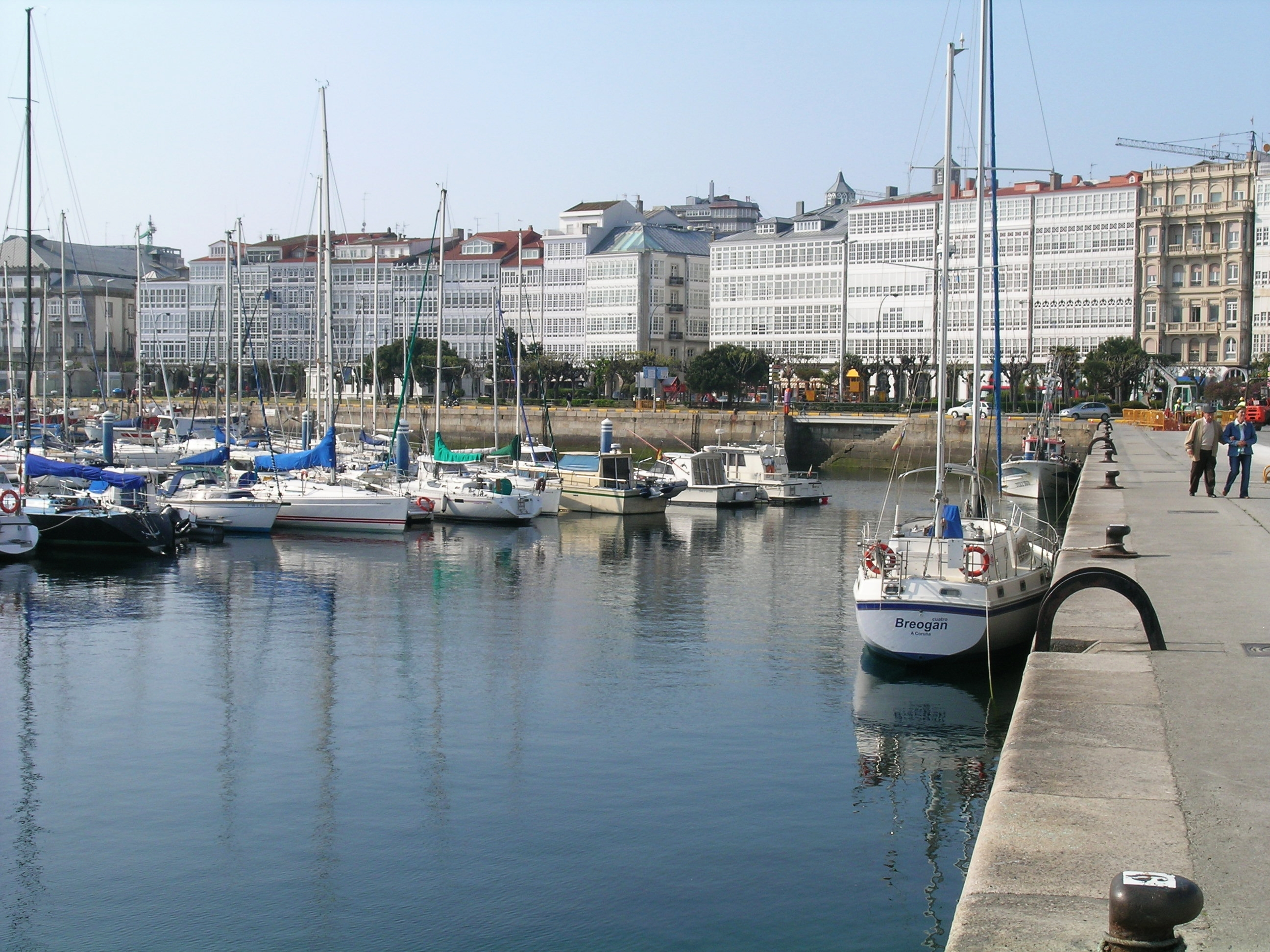
Småbåtshamnen i La Coruña.
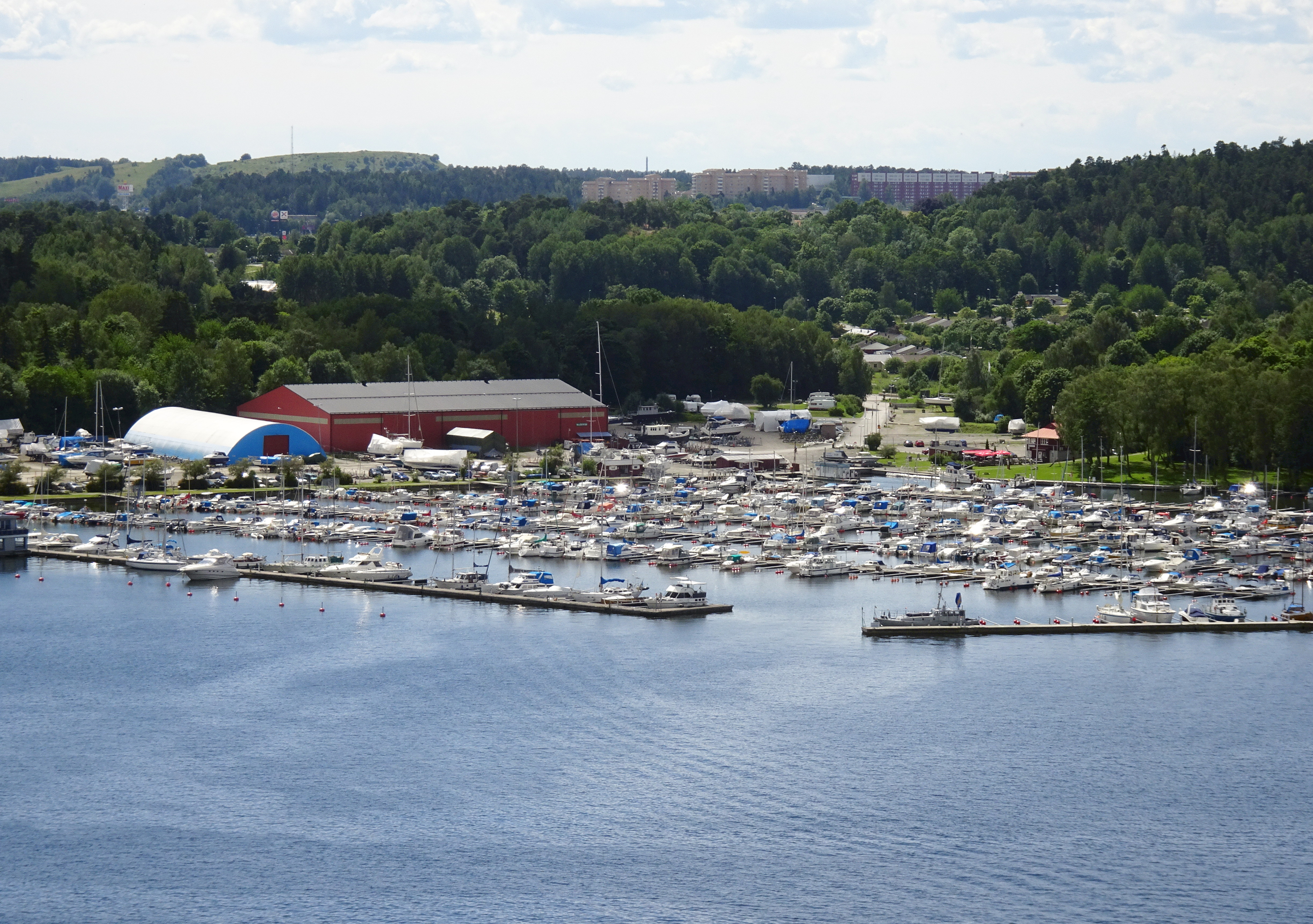
Slagsta Marina i Botkyrka kommun.